# Papa-amoras-cinzento

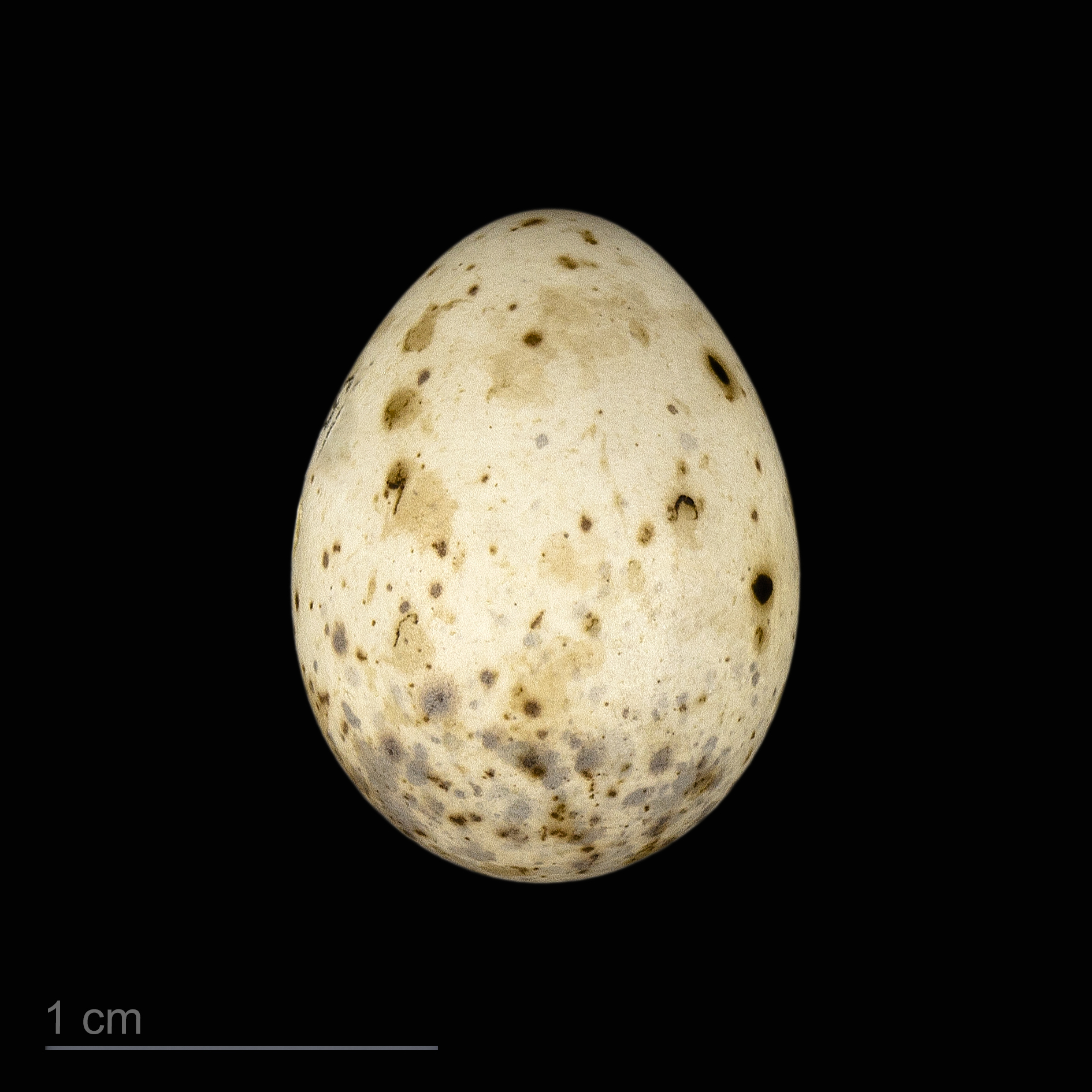
Curruca curruca - MHNT

O papa-amoras-cinzento (Curruca curruca) é uma ave da família Sylviidae.
Esta espécie distribui-se por uma vasta área que abrange a maior parte da Europa (excepto a Península Ibérica) e da Ásia. Em Portugal a sua ocorrência é excepcional.

## Subespécies
São actualmente reconhecidas 3 a 4 subespécies.